# Notre-Dame-de-Vaulx
Notre-Dame-de-Vaulx is een gemeente in het Franse departement Isère (regio Auvergne-Rhône-Alpes) en telt 570 inwoners (2004). De plaats maakt deel uit van het arrondissement Grenoble.
Tot 1 februari 2001 heette de gemeente Notre-Dame-de-Vaux.

## Geografie
De oppervlakte van Notre-Dame-de-Vaulx bedraagt 7,8 km², de bevolkingsdichtheid is 73,1 inwoners per km².
De onderstaande kaart toont de ligging van Notre-Dame-de-Vaulx met de belangrijkste infrastructuur en aangrenzende gemeenten.

## Demografie
Onderstaande figuur toont het verloop van het inwonertal (bron: INSEE-tellingen).